# امت (آرکانزاس)
امت (آرکانزاس) (به انگلیسی: Emmet, Arkansas) یک شهر در ایالات متحده آمریکا با جمعیت ۵۰۶ نفر است که در آرکانزاس واقع شده‌است.

## موقعیت جغرافیایی
موقعیت جغرافیایی شهرها و مناطق اطراف به شرح زیر است: